# Kritik des Gothaer Programms
Die Kritik des Gothaer Programms ist eine 1875 verfasste und 1891 postum veröffentlichte Kritik von Karl Marx (1818–1883) am Entwurf des Gothaer Programms, das bei der späteren Vereinigung der marxistisch orientierten „Sozialdemokratischen Arbeiterpartei“ (SDAP) mit dem „Allgemeinen Deutschen Arbeiterverein“ (ADAV) zur Sozialistischen Arbeiterpartei Deutschlands (SAPD) beschlossen worden war. Das Werk ist eine wichtige Quelle für das Verständnis von Marx’ Theorien über die Organisation und Natur einer kommunistischen Gesellschaft (vgl. auch Klassenlose Gesellschaft). 
In der Kritik des Gothaer Programms widmet sich Marx unterschiedlichen Punkten, die er im Entwurf des Parteiprogramms fehlerhaft umgesetzt sieht, wie dem Ursprung des gesellschaftlichen Reichtums, dessen gerechter Verteilung, oder der Stellung von Kapitalisten und Grundeigentümern (alle I. Abschnitt). Ebenfalls widmet er sich Themen wie der Notwendigkeit eines Internationalismus in der Arbeiterbewegung, der Stellung der Arbeiterklasse zu den anderen Klassen (beide I.), des Bildungssystems (IV.) oder des ehernen Lohngesetzes von Ferdinand Lassalle (II.), an dessen theoretischen Einfluss auf das Parteiprogramm sich Marx’ Kritik entlang bewegt. Die Rolle des Staates und seine Entwicklung, besonders nach einer proletarischen Revolution, wird ebenfalls beleuchtet und kritisch dem Staatsverständnis im Programmentwurf gegenübergestellt (III. + IV.).

## Entstehungs- und Veröffentlichungsgeschichte
Verfasst wurde die etwa 20 Seiten lange Schrift von April bis Anfang Mai 1875, verbreitet wurde sie anfänglich nur im Umfeld von Marx und Engels. Friedrich Engels brachte 1891, nach Marx’ Tod, als die Sozialistengesetze fielen und die aus SDAP und ADAV hervorgegangene Sozialistische Arbeiterpartei Deutschlands sich wieder mehr dem Marxismus zuwandte (Vgl. den späteren Erfurter Parteitag), die Kritik in der Zeitschrift „Die Neue Zeit“, Nr. 18, 1. Band, 1890–1891 mit einem Vorwort zur Veröffentlichung, um Einfluss auf den Richtungsstreit zu nehmen. Das Vorwort Engels’ erläutert kurz die Entstehungsgeschichte der Schrift und bespricht Zensurmaßnahmen, die zur Veröffentlichung notwendig waren; heute kann man die Kritik so lesen, wie Marx sie verfasste.

„Das hier abgedruckte Manuskript – der Begleitbrief an Bracke sowohl wie die Kritik des Programmentwurfs – wurde 1875 kurz vor dem Gothaer Einigungskongreß an Bracke zur Mitteilung an Geib, Auer, Bebel und Liebknecht und späteren Rücksendung an Marx abgesandt. (…) Auch aus preßgesetzlichen Gründen sind einige Sätze nur durch Punkte angedeutet. Wo ich einen milderen Ausdruck wählen mußte, ist er in eckige Klammern gesetzt. Sonst ist der Abdruck wörtlich.“

Marx' Urenkel Marcel Charles Longuet schenkte das Originalmanuskript im Herbst 1960 dem Institut für Marxismus-Leninismus beim ZK der KPdSU.

## Inhalt

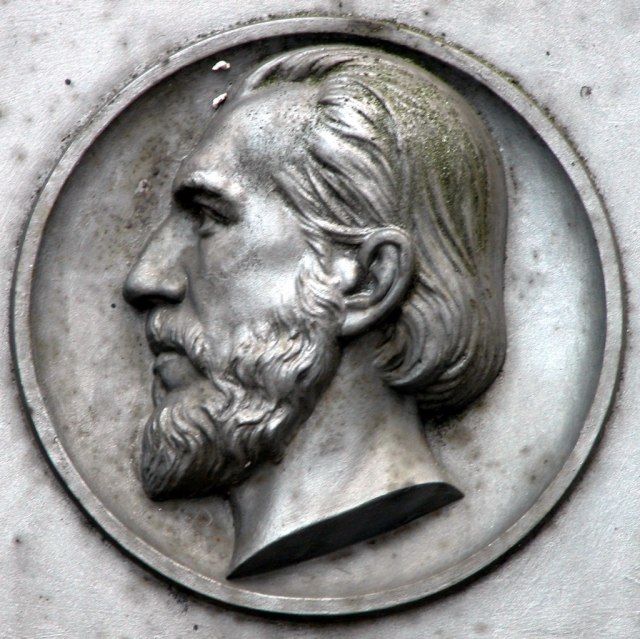
Wilhelm Bracke

### Brief an Bracke
Marx führt aus, dass er das Programm ablehnt und sich klar davon abgrenzen will. Er tritt gegen einen „Prinzipienschacher“ und stattdessen für ein „Aktionsprogramm“ oder einen „Organisationsplan“ zur gemeinschaftlichen Aktion ein. Besonders kritisiert er die lassallesche Prägung des Parteiprogramms.

### Randglossen zum Programm der deutschen Arbeiterpartei

#### I. Abschnitt
Im ersten Abschnitt werden die fünf Grundsätze des Gothaer Programms kritisiert:
„1. Die Arbeit ist die Quelle alles Reichtums und aller Kultur, und da nutzbringende Arbeit nur in der Gesellschaft und durch die Gesellschaft möglich ist, gehört der Ertrag der Arbeit unverkürzt, nach gleichem Rechte, allen Gesellschaftsgliedern.“
Marx kritisiert den Paragraphen grundlegend und stellt fest: "Die Arbeit ist nicht die Quelle alles Reichtums. Die Natur ist ebensosehr die Quelle der Gebrauchswerte (und aus solchen besteht doch wohl der sachliche Reichtum!) als die Arbeit, die selbst nur die Äußerung einer Naturkraft ist, der menschlichen Arbeitskraft." Deshalb könne er seiner Meinung nach nur folgenderweise sinnvoll lauten: „Quelle des Reichtums und der Kultur wird die Arbeit nur als gesellschaftliche Arbeit. In dem Maße, wie die Arbeit sich gesellschaftlich entwickelt und dadurch Quelle von Reichtum und Kultur wird, entwickeln sich Armut und Verwahrlosung auf seiten des Arbeiters, Reichtum und Kultur auf Seiten des Nichtarbeiters.“
„2. In der heutigen Gesellschaft sind die Arbeitsmittel Monopol der Kapitalistenklasse; die hierdurch bedingte Abhängigkeit der Arbeiterklasse ist die Ursache des Elends und der Knechtschaft in allen Formen.“ 
Marx hebt hervor, dass das Monopol der Arbeitsmittel nicht nur bei der Klasse der Kapitalisten liegt, sondern von Kapitalisten und Grundeigentümern gebildet wird.
„3. Die Befreiung der Arbeit erfordert die Erhebung der Arbeitsmittel zu Gemeingut der Gesellschaft und die genossenschaftliche Regelung der Gesamtarbeit mit gerechter Verteilung des Arbeitsertrags.“
Zuerst wird der Begriff „Arbeitsertrag“ als ökonomisch ungenauer Begriff kritisiert, ebenso die unklare Formulierung einer „gerechten Verteilung“ („Behaupten die Bourgeois nicht, dass die heutige Verteilung ‚gerecht‘ ist?“). Folgend definiert Marx anhand seiner ökonomischen Theorien seine Vorstellung einer gerechten Verteilung des gesellschaftlichen Gesamtprodukts:
„[Vom gesellschaftlichen Gesamtprodukt] ist nun abzuziehen:
1. Deckung zum Ersatz der verbrauchten Produktionsmittel,
2. zusätzlicher Teil für Ausdehnung der Produktion,
3. Reserve- oder Assekuranzfonds gegen Mißfälle, Störungen durch Naturereignisse etc.

Diese Abzüge … sind eine ökonomische Notwendigkeit, und ihre Größe ist zu bestimmen nach vorhandenen Mitteln und Kräften…
Bleibt der andere Teil des Gesamtprodukts, bestimmt, als Konsumtionsmittel zu dienen. Bevor es zur individuellen Teilung kommt, geht hiervon wieder ab:
1. die allgemeine, nicht direkt zur Produktion gehörigen Verwaltungskosten.
Dieser Teil wird von vornherein aufs bedeutendste beschränkt im Vergleich zur jetzigen Gesellschaft und vermindert sich im selben Maß, als die neue Gesellschaft sich entwickelt;
2. was zur gemeinschaftlichen Befriedigung von Bedürfnissen bestimmt ist, wie Schulen, Gesundheitsvorrichtungen etc.
Dieser Teil wächst von vornherein bedeutend im Vergleich zur jetzigen Gesellschaft und nimmt im selben Maß zu, wie die neue Gesellschaft sich entwickelt;
3. Fonds für Arbeitsunfähige etc., kurz, für, was heute zur sog. offiziellen Armenpflege gehört.

Erst jetzt kommen wir zu … den Teil der Konsumtionsmittel, [die] unter [den] individuellen Produzenten [Anm.: Arbeiter] der Genossenschaft verteilt [werden]. …
Die Gleichheit [bei der Verteilung der Konsumtionsmittel unter den Arbeitern] besteht darin, daß an gleichem Maßstab, der Arbeit (Anm.: Vgl. Arbeitswerttheorie), gemessen wird. … Es ist daher ein Recht der Ungleichheit, seinem Inhalt nach, wie alles Recht. … Das Recht kann seiner Natur nach nur in Anwendung von gleichem Maßstab bestehn; aber die ungleichen Individuen (und sie wären nicht verschiedne Individuen, wenn sie nicht ungleiche wären) sind nur an gleichem Maßstab meßbar, soweit man sie unter einen gleichen Gesichtspunkt bringt … Ein Arbeiter ist verheiratet, der andre nicht; einer hat mehr Kinder als der andre etc. etc. Bei gleicher Arbeitsleistung und daher gleichem Anteil an dem gesellschaftlichen Konsumtionsfonds erhält also der eine faktisch mehr als der andre, ist der eine reicher als der andre etc. Um alle diese Mißstände zu vermeiden, müßte das Recht, statt gleich, vielmehr ungleich sein.
Aber diese Mißstände sind unvermeidbar in der ersten Phase der kommunistischen Gesellschaft, wie sie eben aus der kapitalistischen Gesellschaft nach langen Geburtswehen hervorgegangen ist.“
Erst wenn die Teilung der Arbeit, der Gegensatz von körperlicher und geistiger Arbeit aufgehoben ist, und genossenschaftlicher Reichtum im Überfluss produziert werde, „kann der enge bürgerliche Rechtshorizont ganz überschritten werden und die Gesellschaft auf ihre Fahne schreiben: Jeder nach seinen Fähigkeiten, jedem nach seinen Bedürfnissen!“
„4. Die Befreiung der Arbeit muß das Werk der Arbeiterklasse sein, der gegenüber alle andren Klassen nur eine reaktionäre Masse sind.“ 
Marx kritisiert die seiner Meinung nach unklare Formulierung von einer „Befreiung der Arbeit“, vielmehr muss die Befreiung der Arbeiterklasse nach Marx die Tat der Arbeiter selbst sein. Ebenfalls kritisiert er die Darstellung aller anderen Klassen als der Arbeiterklasse als eine reaktionäre Masse („Hat man bei den letzten Wahlen Handwerkern, kleinen Industriellen etc. und Bauern zugerufen: Uns gegenüber bildet ihr mit Bourgeois und Feudalen nur eine reaktionäre Masse?“) und fordert zur Differenzierung auf.
„5. Die Arbeiterklasse wirkt für ihre Befreiung zunächst im Rahmen des heutigen nationalen Staats, sich bewußt, daß das notwendige Ergebnis ihres Strebens, welches den Arbeitern aller Kulturländer gemeinsam ist, die internationale Völkerverbrüderung sein wird.“ 
Die Fassung der „Arbeiterbewegung vom engsten nationalen Standpunkt“ kritisiert Marx, er hebt die internationale Verflechtung von Wirtschaft und Staaten hervor, eine Umwälzung der bestehenden Verhältnisse durch die Arbeiterklasse ist für ihn nur im internationalen Rahmen möglich („Internationalismus“).

#### II. Abschnitt
Nachdem die Grundsätze des Gothaer Programms formuliert wurden, fährt es folgendermaßen fort:
„Von diesen Grundsätzen ausgehend, erstrebt die deutsche Arbeiterpartei mit allen gesetzlichen Mitteln den freien Staat – und – die sozialistische Gesellschaft; die Aufhebung des Lohnsystems mit dem ehernen Lohngesetz – und – der Ausbeutung in jeder Gestalt; die Beseitigung aller sozialen und politischen Ungleichheit.“ 

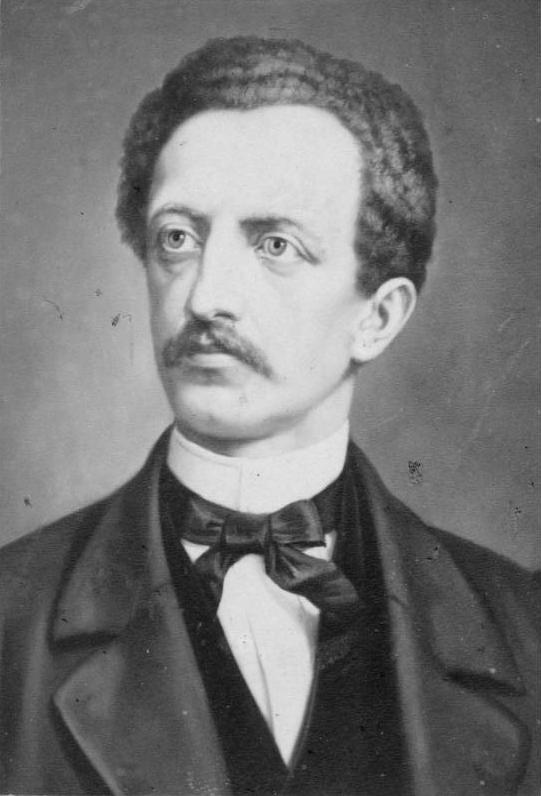
Ferdinand Lassalle

Marx widmet sich nun der Kritik des ehernen Lohngesetzes von Ferdinand Lassalle, dem er ein falsches Verständnis von der Lohnbildung im Kapitalismus vorwirft.
„[Es] hat sich die wissenschaftliche Einsicht in unsrer Partei [durchgesetzt], daß der Arbeitslohn nicht das ist, was er zu sein scheint, nämlich der Wert respektive Preis der Arbeit [Anm.: Vgl. Gebrauchswert], sondern nur eine maskierte Form für den Wert resp. Preis der Arbeitskraft [Anm.: Vgl. Tauschwert]. Damit war … klargestellt, daß der Lohnarbeiter nur die Erlaubnis hat, für sein eignes Leben zu arbeiten, d. h. zu leben, soweit er gewisse Zeit umsonst für den Kapitalisten (daher auch für dessen Mitzehrer am Mehrwert) arbeitet; daß das ganze kapitalistische Produktionssystem sich darum dreht, diese Gratisarbeit zu verlängern durch Ausdehnung des Arbeitstages oder durch Entwicklung der Produktivität, größere Spannung der Arbeitskraft etc.; daß also das System der Lohnarbeit ein System der Sklaverei, und zwar einer Sklaverei ist, die im selben Maß härter wird, wie sich die gesellschaftlichen Produktivkräfte der Arbeit entwickeln, ob nun der Arbeiter bessere oder schlechtere Zahlung empfange.“
Ebenfalls merkt Marx noch an: „Anstatt der unbestimmten Schlußphrase des Paragraphen, ‚die Beseitigung aller sozialen und politischen Ungleichheit‘, war zu sagen, dass mit der Abschaffung der Klassenunterschiede von selbst alle aus ihnen entspringende soziale und politische Ungleichheit verschwindet.“

#### III. Abschnitt
Marx fährt mit folgendem Zitat aus dem Parteiprogramm fort:
„Die deutsche Arbeiterpartei verlangt, um die Lösung der sozialen Frage anzubahnen, die Errichtung von Produktivgenossenschaften mit Staatshilfe unter der demokratischen Kontrolle des arbeitenden Volks. Die Produktivgenossenschaften sind für Industrie und Ackerbau in solchem Umfang ins Leben zu rufen, daß aus ihnen die sozialistische Organisation der Gesamtarbeit entsteht.“ 
„An die Stelle des existierenden Klassenkampfes tritt eine Zeitungsschreiberphrase – ‚die soziale Frage‘, deren ‚Lösung‘ man ‚anbahnt‘. Statt aus dem revolutionären Umwandlungsprozesse der Gesellschaft ‚entsteht‘ die ‚sozialistische Organisation der Gesamtarbeit‘ aus der ‚Staatshilfe‘, die der Staat Produktivgenossenschaften gibt, die er, nicht der Arbeiter, ‚ins Leben ruft‘. Es ist dies würdig der Einbildung Lassalles, daß man mit Staatsanlehn ebensogut eine neue Gesellschaft bauen kann wie eine neue Eisenbahn!“
Marx hält fest, dass die Mehrheit des arbeitenden Volkes in Deutschland aus Bauern besteht und nicht dem Proletariat. Er kritisiert die Formulierung, dass die Staatshilfen unter demokratische, also volksherrschaftliche Kontrolle des arbeitenden Volks gestellt werden sollten. „Was heißt aber ‚die volksherrschaftliche Kontrolle des arbeitenden Volkes‘? Und nun gar bei einem Arbeitervolk, das durch diese Forderungen, die es an den Staat stellt, sein volles Bewußtsein ausspricht, daß es weder an der Herrschaft ist, noch zur Herrschaft reif ist!“

#### IV. Abschnitt
A. „Freiheitliche Grundlage des Staats.“ 
Marx nennt diesen Abschnitt den „demokratischen Abschnitt“, er stellt Eingangs die Frage: „Freier Staat – was ist das?“
Nach Marx muss man „die bestehende Gesellschaft … als Grundlage des bestehenden Staats“ verstehen, und nicht den Staat als ein „selbständiges Wesen … das seine eignen ‚geistigen, sittlichen, freiheitlichen Grundlagen‘ besitzt.“
„Die ‚heutige Gesellschaft‘ ist die kapitalistische Gesellschaft, die in allen Kulturländern existiert, mehr oder weniger frei von mittelaltrigem Beisatz, mehr oder weniger durch die besondre geschichtliche Entwicklung jedes Landes modifiziert, mehr oder weniger entwickelt. Dagegen der ‚heutige Staat‘ wechselt mit der Landesgrenze. Er ist ein andrer im preußisch-deutschen Reich als in der Schweiz, ein andrer in England als in den Vereinigten Staaten. ‚Der heutige Staat‘ ist also eine Fiktion.
Jedoch haben die verschiednen Staaten der verschiednen Kulturländer, trotz ihrer bunten Formverschiedenheit, alle das gemein, daß sie auf dem Boden der modernen bürgerlichen Gesellschaft stehn, nur einer mehr oder minder kapitalistisch entwickelten. Sie haben daher auch gewisse wesentliche Charaktere gemein. In diesem Sinn kann man von ‚heutigem Staatswesen‘ sprechen, im Gegensatz zur Zukunft, worin seine jetzige Wurzel, die bürgerliche Gesellschaft, abgestorben ist.
Es fragt sich dann: Welche Umwandlung wird das Staatswesen in einer kommunistischen Gesellschaft erleiden? In andern Worten, welche gesellschaftliche Funktionen bleiben dort übrig, die jetzigen Staatsfunktionen analog sind? Diese Frage ist nur wissenschaftlich zu beantworten, und man kommt dem Problem durch tausendfache Zusammensetzung des Worts Volk mit dem Wort Staat auch nicht um einen Flohsprung näher.
Zwischen der kapitalistischen und der kommunistischen Gesellschaft liegt die Periode der revolutionären Umwandlung der einen in die andre. Der entspricht auch eine politische Übergangsperiode, deren Staat nichts andres sein kann als die revolutionäre Diktatur des Proletariats.
Das Programm nun hat es weder mit letzterer zu tun [Anm.: einer „Diktatur des Proletariats“], noch mit dem zukünftigen Staatswesen der kommunistischen Gesellschaft.“
Marx hebt hervor, dass die im Programm erhobenen Forderungen im ‚heutigem Staatswesen‘ der bürgerlichen Gesellschaften schon verwirklicht sind, jedoch nicht im ‚heutigen Staat‘ des preußisch-deutschen Reichs, auf dessen Grundlage die gestellten Forderungen nicht umsetzbar sind. „Da die deutsche Arbeiterpartei ausdrücklich erklärt, sich innerhalb ‚des heutigen nationalen Staats‘, also ihres Staats … zu bewegen … so durfte sie die Hauptsache nicht vergessen, nämlich daß [ Allgemeines Wahlrecht, direkte Gesetzgebung, Volksrecht, Volkswehr ] auf der Anerkennung der sog. Volkssouveränität beruhn, daß sie daher nur in einer demokratischen Republik am Platze sind.
Da man nicht den Mut hat … die demokratische Republik zu verlangen, … so hätte man auch nicht zu der weder ‚ehrlichen‘ noch würdigen Finte flüchten sollen, Dinge, die nur in einer demokratischen Republik Sinn haben, von einem Staat zu verlangen, der nichts andres als ein mit parlamentarischen Formen verbrämter, mit feudalem Beisatz vermischter und zugleich schon von der Bourgeoisie beeinflußter, bürokratisch gezimmerter, polizeilich gehüteter Militärdespotismus ist.“
Marx legt dar, dass sich die Forderungen des Gothaer Programms im Rahmen der bürgerlichen Gesellschaft bewegen, ebenso wie der dort angestrebte Staat. Dabei formuliert er nochmals seine Vorstellung vom Staat als Phänomen des gesellschaftlichen Überbaus:
„Daß man in der Tat unter ‚Staat‘ die Regierungsmaschine versteht oder den Staat, soweit er einen durch Teilung der Arbeit von der Gesellschaft besonderten, eignen Organismus bildet, zeigen schon die Worte: ‚Die deutsche Arbeiterpartei verlangt als wirtschaftliche Grundlage des Staats: eine einzige progressive Einkommensteuer etc.‘ Die Steuern sind die wirtschaftliche Grundlage der Regierungsmaschinerie und von sonst nichts. … Einkommensteuer setzt die verschiednen Einkommenquellen der verschiednen gesellschaftlichen Klassen voraus, also die kapitalistische Gesellschaft.“
B. „Die deutsche Arbeiterpartei verlangt als geistige und sittliche Grundlage des Staats:
1. Allgemeine und gleiche Volkserziehung durch den Staat. Allgemeine Schulpflicht. Unentgeltlichen Unterricht.“ 
Kritisch wird die Frage gestellt, wie eine gleiche Volkserziehung in einer Klassengesellschaft vonstattengehen soll. Es wird festgehalten, dass unentgeltlicher Unterricht ebenso dazu führt, dass „[höhere] Klassen ihre Erziehungskosten aus dem allgemeinen Steuersäckel bestreiten“, Marx tritt an dieser Stelle ebenfalls für technische Schulen neben den Volksschulen ein. „Ganz verwerflich ist eine ‚Volkserziehung durch den Staat‘. Durch ein allgemeines Gesetz die Mittel der Volksschulen bestimmen, die Qualifizierung des Lehrerpersonals, die Unterrichtszweige etc., und, wie es in den Vereinigten Staaten geschieht, durch Staatsinspektoren die Erfüllung dieser gesetzlichen Vorschriften überwachen, ist etwas ganz andres, als den Staat zum Volkserzieher zu ernennen! Vielmehr sind Regierung und Kirche gleichmäßig von jedem Einfluß auf die Schule auszuschließen.“
Ebenfalls tritt Marx für eine konsequentere Ablehnung der sozialdemokratischen Partei gegenüber jeglichem „religiösen Spuk“ ein.

#### Anhang
Marx führt aus, dass „der nun im Programm folgende Anhang … keinen charakteristischen Bestandteil desselben“ bildet, und er sich deshalb diesem nur kurz widmet. Er möchte die Stichworte des Programms durch konkrete Veränderungen präzisiert haben:
So fordert er eine genaue Definition für die Länge des Normalarbeitstages, insbesondere für Frauen.
Marx wendet sich gegen eine Beschränkung der Arbeit von Frauen.
Sie sollten höchstens ausgeschlossen werden aus „Arbeitszweigen(…), die speziell gesundheitswidrig für den weiblichen Körper oder die für das weibliche Geschlecht sittenwidrig sind.“
Er verlangt eine genaue Altersgrenze bei der Forderung nach dem Verbot von Kinderarbeit, wobei er festhält: „Allgemeines Verbot der Kinderarbeit ist unverträglich mit der Existenz der großen Industrie und daher leerer frommer Wunsch.“
Im Gegenteil, es sei die „frühzeitige Verbindung produktiver Arbeit mit Unterricht“ ein Mittel zur Umwandlung der Gesellschaft.
Er fordert eine Überwachung der Industrie durch ärztliche Inspektoren, welche nur gerichtlich, auch auf Antrag der Arbeiter hin, absetzbar sind.
Die Sozialdemokraten sollen versprechen, die Konkurrenz durch die Arbeitskraft der Gefängnisinsassen nicht zu regulieren, da anderenfalls die vom produktiven Arbeitsprozess ausgeschlossenen Gefangenen sich nicht bessern könnten, und wie Vieh behandelt würden.
Schließlich verlangt er genaue Ausführungen zu Haftpflicht- und Arbeitsschutzgesetzen.
Marx endet mit dem Ausspruch:
„Dixi et salvavi animam meam.“ (Ich habe gesprochen und meine Seele gerettet.)

## Wirkung

### Werkrezeption
Die in der DDR entstandenen Marx-Engels-Werke („MEW“) charakterisieren die Schrift wie folgt: „Die ‚Kritik des Gothaer Programms‘ (von Marx ‚Randglossen zum Programm der deutschen Arbeiterpartei‘ genannt) ist einer der wichtigsten Beiträge zur Entwicklung der grundlegenden programmatischen Fragen des wissenschaftlichen Kommunismus. Die Schrift ist ein Musterbeispiel unversöhnlichen Kampfes gegen den Opportunismus. Genau wie Engels in seinem Brief an Bebel, gibt Marx in seinen ‚Randglossen‘ eine prinzipielle, kritische Einschätzung des Programmentwurfs für die künftige vereinigte sozialdemokratische Arbeiterpartei Deutschlands.“

### Vergleich der Parteiprogramme
Vergleicht man das Gründungsprogramm (Eisenacher Programm) der marxistisch orientierten Sozialdemokratischen Arbeiterpartei von 1869 mit dem beschlossenen Gothaer Programm der Sozialistischen Arbeiterpartei Deutschlands 1875 und dem Erfurter Programm 1891, der seitdem Sozialdemokratische Partei Deutschlands (SPD) lautenden Partei, lassen sich Schlüsse über die Wirkung Marx’ und Engels’ auf die Programme ziehen.
Viele Forderungen finden sich in allen drei Programmen wieder, exemplarisch die Gesetzgebung durch das Volk, die Volkswehr oder die unentgeltliche Rechtspflege.

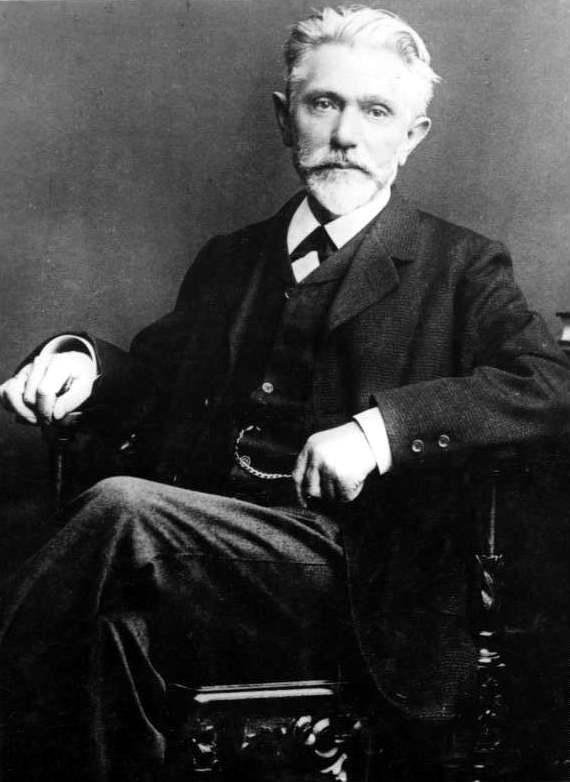
August Bebel

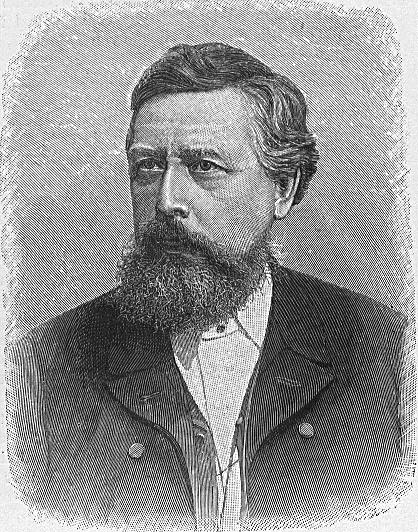
Wilhelm Liebknecht

Zuerst fällt auf, dass einige Punkte, die Marx am Gothaer Programm kritisierte, schon im Eisenacher Programm vorhanden waren, das unter führender Mitwirkung von August Bebel und Wilhelm Liebknecht entstand und sich am Marxismus orientierte. So zum Beispiel die dort schon zu findende Formulierung eines freien Staates („freier Volksstaat“), die fehlende Erwähnung der Klasse der Grundbesitzer oder die Nutzung des Begriffs „Arbeitsertrag“, eine kategorische Unentgeltlichkeit von Bildungseinrichtungen und Rechtspflege wie auch ungenaue Formulierungen bezüglich des Normalarbeitstages und der Einschränkung der Frauen- und Verbot der Kinderarbeit. Den Begriff des Volksstaats akzeptierten Marx und Engels jedoch als „zeitweilige agitatorische Berechtigung“ trotz seiner „wissenschaftlichen Unzulänglichkeit“, auch wenn sie der Meinung waren, dass man „das ganze Gerede vom Staat fallenlassen“ sollte, wie Engels in einem Brief an Bebel im Vorfeld des Gothaer Programms festhielt. Ebenso findet sich die nach Marx weder „ehrliche“ noch würdige Finte, Forderungen an einen Staat zu stellen, dessen Konstitution eine Erfüllung dieser Ziele verhindert (Allgemeines Wahlrecht, direkte Gesetzgebung, Volksrecht, Volkswehr), im Eisenacher Programm ähnlich formuliert wieder. Dabei ist anzumerken, dass es oftmals verboten war, eine Republik einzufordern, und sich der Begriff der Republik in keinem der Programme wiederfindet. 
Es lassen sich trotz der Gemeinsamkeiten zwischen Eisenacher und Gothaer Programm entscheidende Unterschiede feststellen. So wurden unterschiedliche Formulierungen eines Kampfes der Arbeiterklasse aus dem Parteiprogramm entfernt. Ebenso lässt sich die Vorstellung einer Aufhebung aller Klassenherrschaft durch die Arbeiterklasse nicht mehr auffinden. Während im Eisenacher Programm vor allem marxistische Termini genutzt werden, weicht das Gothaer Parteiprogramm von dieser Tendenz ab und greift Ansätze des durch Ferdinand Lassalle geprägten Allgemeinen Deutschen Arbeitervereins auf. Besonders das eherne Lohngesetz und die Idee der „Errichtung von sozialistischen Produktivgenossenschaften mit Staatshilfe“ stechen hierbei hervor und finden auch eine ausführliche Kritik Marx’.
Der Kritik Marx’ am Entwurf des Gothaer Programms wurde in der endgültigen Fassung in nur sehr geringem Ausmaß gefolgt, so lassen sich keine grundlegenden Änderungen festmachen, die auf Marx’ Schrift zurückgehen könnten. Während also die Kritik Marx’ am Gothaer Parteiprogramm keinen entscheidenden Einfluss auf dessen Fassung hatte, nutzte Friedrich Engels die Schrift 1891 erneut, um auf das nächste Parteiprogramm, das Erfurter Programm, Einfluss zu nehmen. In diesem Zusammenhang verfasste er auch selbst eine Schrift. Wie Engels in einem Brief an Karl Kautsky darlegte, nutzte Wilhelm Liebknecht Stellen aus der Kritik des Gothaer Programms in Diskussionen über das neue Parteiprogramm, ohne diese jedoch auszuweisen. Dies gab Engels, wie er in diesem Brief schreibt, den letzten Anstoß dazu, die Schrift auch gegen die Ablehnung alt-lassalleianischer Kreise innerhalb der Partei zu veröffentlichen. Letztlich wurde ein Parteiprogramm beschlossen, das Engels’ ausdrückliche Unterstützung fand.

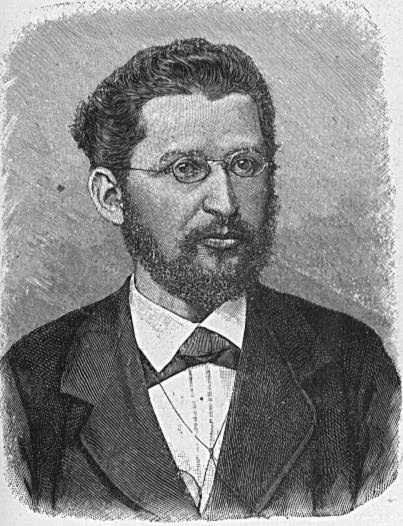
Eduard Bernstein

Dieses hat die Lassallesche Prägung vollkommen abgelegt und stellt von den drei Programmen die marxistische Weltanschauung am konsequentesten dar, besonders im einleitenden theoretischen Abschnitt, der von Karl Kautsky verfasst wurde:
Die ökonomische Entwicklung der bürgerlichen Gesellschaft führt mit Naturnotwendigkeit zum Untergang des Kleinbetriebes, dessen Grundlage das Privateigentum des Arbeiters an seinen Produktionsmitteln bildet. Sie trennt den Arbeiter von seinen Produktionsmitteln und verwandelt ihn in einen besitzlosen Proletarier, indes die Produktionsmittel das Monopol einer verhältnismäßig kleinen Zahl von Kapitalisten und Großgrundbesitzern werden. …
Immer größer wird die Zahl der Proletarier, immer massenhafter die Armee der überschüssigen Arbeiter, immer schroffer der Gegensatz zwischen Ausbeutern und Ausgebeuteten, immer erbitterter der Klassenkampf zwischen Bourgeoisie und Proletariat, der die moderne Gesellschaft in zwei feindliche Heerlager trennt und das gemeinsame Merkmal aller Industrieländer ist. …
Das Privateigentum an Produktionsmitteln, welches ehedem das Mittel war, dem Produzenten das Eigentum an seinem Produkt zu sichern, ist heute zum Mittel geworden, Bauern, Handwerker und Kleinhändler zu expropriieren und die Nichtarbeiter – Kapitalisten, Großgrundbesitzer – in den Besitz des Produkts der Arbeiter zu setzen. Nur die Verwandlung des kapitalistischen Privateigentums an Produktionsmitteln – Grund und Boden, Gruben und Bergwerke, Rohstoffe, Werkzeuge, Maschinen, Verkehrsmittel – in gesellschaftliches Eigentum und die Umwandlung der Warenproduktion in sozialistische, für und durch die Gesellschaft betriebene Produktion kann es bewirken, daß der Großbetrieb und die stets wachsende Ertragsfähigkeit der gesellschaftlichen Arbeit für die bisher ausgebeuteten Klassen aus einer Quelle des Elends und der Unterdrückung zu einer Quelle der höchsten Wohlfahrt und allseitiger harmonischer Vervollkommnung werde.
Diese gesellschaftliche Umwandlung bedeutet die Befreiung nicht bloß des Proletariats, sondern des gesamten Menschengeschlechts, das unter den heutigen Zuständen leidet. …
Der Internationalismus der Arbeiterbewegung wurde wieder verstärkt betont und der Staat, gegenüber dem Gothaer Programm, wieder einzig als ein Mittel zum Zweck verstanden, nämlich zur „Befreiung … des gesamten Menschengeschlechts“, die „nur das Werk der Arbeiterklasse sein [kann], weil alle anderen Klassen, trotz der Interessenstreitigkeiten unter sich, auf dem Boden des Privateigentums an Produktionsmitteln stehen und die Erhaltung der Grundlagen der heutigen Gesellschaft zum gemeinsamen Ziel haben.“ Der praktische Abschnitt wurde von Eduard Bernstein ausformuliert, er wie Kautsky waren Vertraute Engels’. Im Erfurter Programm wird erstmals dezidiert der Achtstunden-Arbeitstag gefordert, das Verbot der Erwerbsarbeit für Kinder unter 14 Jahren und das Verbot der Nachtarbeit für Wirtschaftszweige, die dies nicht notwendig erfordern. Im Gegensatz zu den vorherigen Programmen werden erstmals dezidiert Mann und Frau in allen Punkten absolut gleich behandelt. Der freie Bildungszugang wird nur noch für die Grundausbildung gefordert „sowie in den höheren Bildungsanstalten für diejenigen Schüler und Schülerinnen, die kraft ihrer Fähigkeit zur weiteren Ausbildung als geeignet erachtet werden.“

## Werkzitate
„Womit wir es hier zu tun haben, ist eine kommunistische Gesellschaft, nicht wie sie sich auf ihrer eignen Grundlage entwickelt hat, sondern umgekehrt, wie sie eben aus der kapitalistischen Gesellschaft hervorgeht, also in jeder Beziehung, ökonomisch, sittlich, geistig, noch behaftet ist mit den Muttermalen der alten Gesellschaft, aus deren Schoß sie herkommt.“

„In einer höheren Phase der kommunistischen Gesellschaft, nachdem die knechtende Unterordnung der Individuen unter die Teilung der Arbeit, damit auch der Gegensatz geistiger und körperlicher Arbeit verschwunden ist; nachdem die Arbeit nicht nur Mittel zum Leben, sondern selbst das erste Lebensbedürfnis geworden; nachdem mit der allseitigen Entwicklung der Individuen auch ihre Produktivkräfte gewachsen und alle Springquellen des genossenschaftlichen Reichtums voller fließen – erst dann kann der enge bürgerliche Rechtshorizont ganz überschritten werden und die Gesellschaft auf ihre Fahne schreiben: Jeder nach seinen Fähigkeiten, jedem nach seinen Bedürfnissen!“

„Zwischen der kapitalistischen und der kommunistischen Gesellschaft liegt die Periode der revolutionären Umwandlung der einen in die andre. Der entspricht auch eine politische Übergangsperiode, deren Staat nichts andres sein kann als die revolutionäre Diktatur des Proletariats.“

### Primärliteratur
- Zur Kritik des sozialdemokratischen Parteiprogramms / aus dem Nachlaß von Karl Marx. In: Die neue Zeit. Revue des geistigen und öffentlichen Lebens. – 9.1890-91, 1. Bd.(1891), H. 18, S. 561–575 Online
- Karl Marx, Kritik des Gothaer Programms, in Marx.Works MEW Online, Kritik des Gothaer Programms, 1875. MEW Band 19, S. 13–32
- Friedrich Engels, Vorwort zur „Kritik des Gothaer Programms“, 1891. MEW Band 22, S. 90 f.
- Karl Marx: [Brief an Wilhelm Bracke]. In: Marx-Engels-Gesamtausgabe. Abteilung I. Band 25. Dietz Verlag, Berlin 1985, S. 5–8 und 535–536
- Karl Marx: Randglossen zum Programm der deutschen Arbeiterpartei. In: Marx-Engels-Gesamtausgabe. Abteilung I. Band 25. Dietz Verlag, Berlin 1985, S. 9–25 und 515–553

### Sekundärliteratur
- Friedrich Engels, Brief an Bebel, London, 18./28. März 1875. MEW 19:3-9 (Lesen) –  Eine Kritik des Gothaer Programms
- Friedrich Engels, Brief an Kautsky, London, 23. Februar 1891. (Lesen (englisch)) –  Über die Veröffentlichung des Gothaer Programms
- Friedrich Engels, Zur Kritik des sozialdemokratischen Programmentwurfs 1891, 29. Juni 1891. MEW 22:225-240 (Lesen) –  Eine Kritik des Erfurter Programm
- Lenin, Staat und Revolution, V. Kapitel: Die ökonomischen Grundlagen für das Absterben des Staates, 1917. (Lesen) –  Über die Auffassungen vom Staat bei Marx und Engels
- Rosa Luxemburg, Die Theorie und die Praxis, I. Abschnitt, 1910. (Lesen) –  Über die Forderung einer Republik bei Marx und Engels
- Götz Langkau: Kritik des Gothaer Programms? Bibliographische Beobachtungen zur Fernwirkung einer ideologischen Weichenstellung. In: Beiträge zur Marx-Engels-Forschung. Neue Folge 2008, Hamburg 2008, S. 60–93

### Parteiprogramme
- Das Eisenacher Programm, beschlossen auf dem Gründungsparteitag der Sozialdemokratischen Arbeiterpartei, Eisenach, 1869
- Das Gothaer Programm, beschlossen auf dem Gründungsparteitag der Sozialistischen Arbeiterpartei Deutschlands, Gotha, 1875
- Das Erfurter Programm, beschlossen auf dem Parteitag der Sozialdemokratischen Partei Deutschlands, Erfurt, 1891